# Возьму твою боль
«Возьму твою боль» — советский фильм 1981 года режиссёра Михаила Пташука по мотивам одноимённого романа Ивана Шамякина.

## Сюжет
Деревенский водитель Иван Батрак видит сон: он маленький, каким он был во время войны, зовёт его, взрослого, на болото, где Иван проваливается в трясину… Утром он узнаёт, что в деревню после 35-летнего отсутствия вернулся бывший в войну полицаем Шишкович. Местные жители совсем не рады его появлению, с презрением и ненавистью смотрят на Шишковича, он же с наглостью и вызовом явился в деревню при больших деньгах — он в магаданских лагерях несколько лет «своё отстрадал», потом деньжат там «накалымил», теперь перед законом чист и даже охраняем законом. Иван Батрак, хотя и был в войну семилетним ребёнком, хорошо помнит что творили в деревне немцы и их местные прислужники, и лично Шишкович повинен в смерти односельчан, в убийстве матери и сестры Батрака. Чтобы не допустить новой жертвы преступника, а может, чтобы спасти мужа от совершения преступления, жена Ивана — медсестра Тася решает ликвидировать Шишковича…

## В ролях
- Владимир Гостюхин — Иван Корнеевич Батрак
- Галина Яцкина — Таисия Михайловна Батрак, жена Ивана
- Ирина Малышева — Валентина Батрак, дочь Ивана
- Александр Чередник — Корней Батрак, сын Ивана
- Любовь Виролайнен — Алёна Батрак, мать Ивана
- Борис Петрунин — Иванька Батрак
- Иван Мацкевич — Григорий Шишкович, полицай
- Пётр Юрченков — Лапай, полицай
- Олег Короткевич — Кулешонок, полицай
- Виктор Тарасов — Фёдор Тимофеевич Астапович
- Владимир Антонов — Щерба
- Валерий Филатов — Яков Матвеевич Кочанок
- Александр Голобородько — Михалевский
- Игорь Андреев — Александр Петрович Забавский
- Лилия Давидович — Тамара Фёдоровна Кошуба
- Стефания Станюта — жена Шишковича
- Ольга Лысенко — дочь Шишковича
- Арнольд Помазан — Дремако
- Елена Антоненко — продавец
- Нинель Жуковская — Ольга
- Иван Жаров — дед Яшки Коченка
- Александра Зимина — колхозница

## Литературная основа
Фильм снят по мотивам одноимённого романа Ивана Шамякина, который впервые был напечатан на белорусском языке в 1978 году в журнале «Полымя», через два года в переводе на русский язык был опубликован в журнале «Дружба народов».

## Награды
Государственной премии Белорусской ССР (1982) в области кинематографии «за создание фильма» удостоены автор романа и сценарист И. Шамякин, режиссёр фильма М. Пташук, оператор В. Николаев, художник-постановщик Ю. Альбицкий, композитор С. Кортес и исполнитель главной роли В. Гостюхин.